# 蘋果少年
《蘋果少年》（Boy with Apple）是由英國藝術家邁克爾·泰勒創作的21世紀畫作。《蘋果少年》是作為魏斯·安德森2014年電影《歡迎來到布達佩斯大飯店》的道具，而創作的虛構背景故事在電影劇情中擔當重要角色。
畫作描繪了穿著文藝復興裝束的男孩手拿了一個青蘋果。為繪畫擔任模特的是演員艾德·門若（Ed Munro）。

## 歷史
《蘋果少年》是由英國藝術家邁克爾·泰勒（Michael Taylor）於2012年為即將上映的電影《歡迎來到布達佩斯大飯店》創作。導演魏斯·安德森聯繫泰勒，要求一幅能喚起歐洲藝術歷史當中意象的「偽造」 文藝復興時期的肖像畫。安德森積極地將自己的想法加進作品中。具體來說，他要求畫作要按照小漢斯·霍爾拜因、老漢斯·霍爾拜因、布龍齊諾、老盧卡斯·克拉納赫以及數位佛兰芒和荷蘭畫家的輪廓。
這幅畫的背景故事有著相同份量的細節。在電影中，畫作是出自虛構的「小漢斯·霍爾拜因」手筆，並被稱為「捷克矯飾主義、哈布斯堡盛期文藝復興、布達佩斯新人道」風格。由於《蘋果少年》是作為電影道具，並要求可以讓演員攜帶，所以泰勒被迫在他以前用過的小型畫布上創作。 
在《歡迎來到布達佩斯大飯店》上映後，畫作獲得好評。《衛報》的藝術評論家喬納森·瓊斯為肖像畫寫下了一整片分析，並稱「《蘋果少年》作為藝術歷史的笑話真的是無價之寶」。